# Milo Quesada
Milo Quesada, pseudonimo di Raúl García Alonso (Buenos Aires, 16 aprile 1930 – Madrid, 12 dicembre 2012), è stato un attore argentino.

## Biografia
Ha iniziato la sua carriera in Argentina con il film Crisol de hombres e altri ruoli minori, per trasferirsi successivamente in Spagna, dove la sua carriera è decollata, ottenendo diversi ruoli come protagonista di svariati film fino agli ultimi anni '70. Ha partecipato a oltre 70 film, tra cui il film horror antologico I tre volti della paura, diretto da regista italiano Mario Bava, nella cui prima parte ha interpretato il ruolo dello sfruttatore Frank.

## Filmografia parziale
- Crisol de hombres, regia di Arturo Gemmiti (1954)
- Al sur del paralelo 42, regia di Catrano Catrani (1955)
- Rosauro a la 10, regia di Mario Soffici (1958)
- Las chicas de la Cruz Roja, regia di Rafael J. Salvia (1958)
- I rivoltosi di Alcantara, regia di Antonio Isasi-Isasmendi (1959)
- Un vaso de whisky, regia di Julio Coll (1959)
- L'ultimo tango, regia di Luis César Amadori (1960)
- I diavoli del Grand Prix (The Young Racers), regia di Roger Corman (1962)
- La ragazza che sapeva troppo, regia di Mario Bava (1963)
- I tre volti della paura, regia di Mario Bava (1963)
- El mujeriego, regia di Francisco Pérez-Dolz (1964)
- La colt è la mia legge, regia di Alfonso Brescia (1965)
- Il pugno proibito dell'agente Warner (Faites vos jeux, mesdames), regia di Marcel Ophüls (1965)
- La decima vittima, regia di Elio Petri (1965)
- El Cjorro, regia di Hugo Fregonese (1966)
- Se sei vivo spara, regia di Giulio Questi (1967)
- ...e divenne il più spietato bandito del sud (El Hombre que mató a Billy el Niño), regia di Julio Buchs (1967)
- Professionisti per un massacro, regia di Nando Cicero (1967)
- El coleccionista de cadáveres, regia di Edward Mann e Santos Alcocer (1971)

## Doppiatori italiani
- Pino Locchi in Se sei vivo spara
- Luciano De Ambrosis in Professionisti per un massacro